# Vladislav Atjalov
Vladislav Atjalov (russisk: Владисла́в Алексе́евич Ача́лов tr. Vladisláv Alekséjevitj Atjálov, 1945 – 23. juni 2011) var en sovjetisk general, som kommanderede de sovjetiske luftbårne styrker.
I 1981 planlagde den sovjetiske hær at invadere Polen, og Atjalov blev udvalgt som leder for den militære operation i Warszawa. Atjalov besøgte Warszawa i februar 1981, og i september samme år deltog han i den militære træning forud for operationen. Atjalov blev forfremmet til kommandant i 1985. Mellem 1987 og 1989 var Achalov udstationeret i Leningrad. Fra januar 1989 til december 1990 var Atjalov chef for den sovjetiske marine, og fra 1990 til 1993 sad Atjalov som viceminister for det sovjetiske forsvar. Atjalov døde på et sygehus i Moskva den 23. juni 2011. Han blev 65 år gammel..